# 유세 (평리절후)
유세(劉世, ? ~ ?)는 전한 후기의 제후로, 평간경왕의 아들이다.

## 행적
신작 4년(기원전 58년), 평리후(平利侯)에 봉해졌다. 시호를 절이라 하였고, 작위는 아들 유가가 이었다.

## 출전
- 반고, 《한서》 권15하 왕자후표 下

| 선대 (첫 봉건) | 전한의 평리후 기원전 58년 3월 계축일 ~ ? | 후대 아들 평리질후 유가 |